# Autobusový návěs

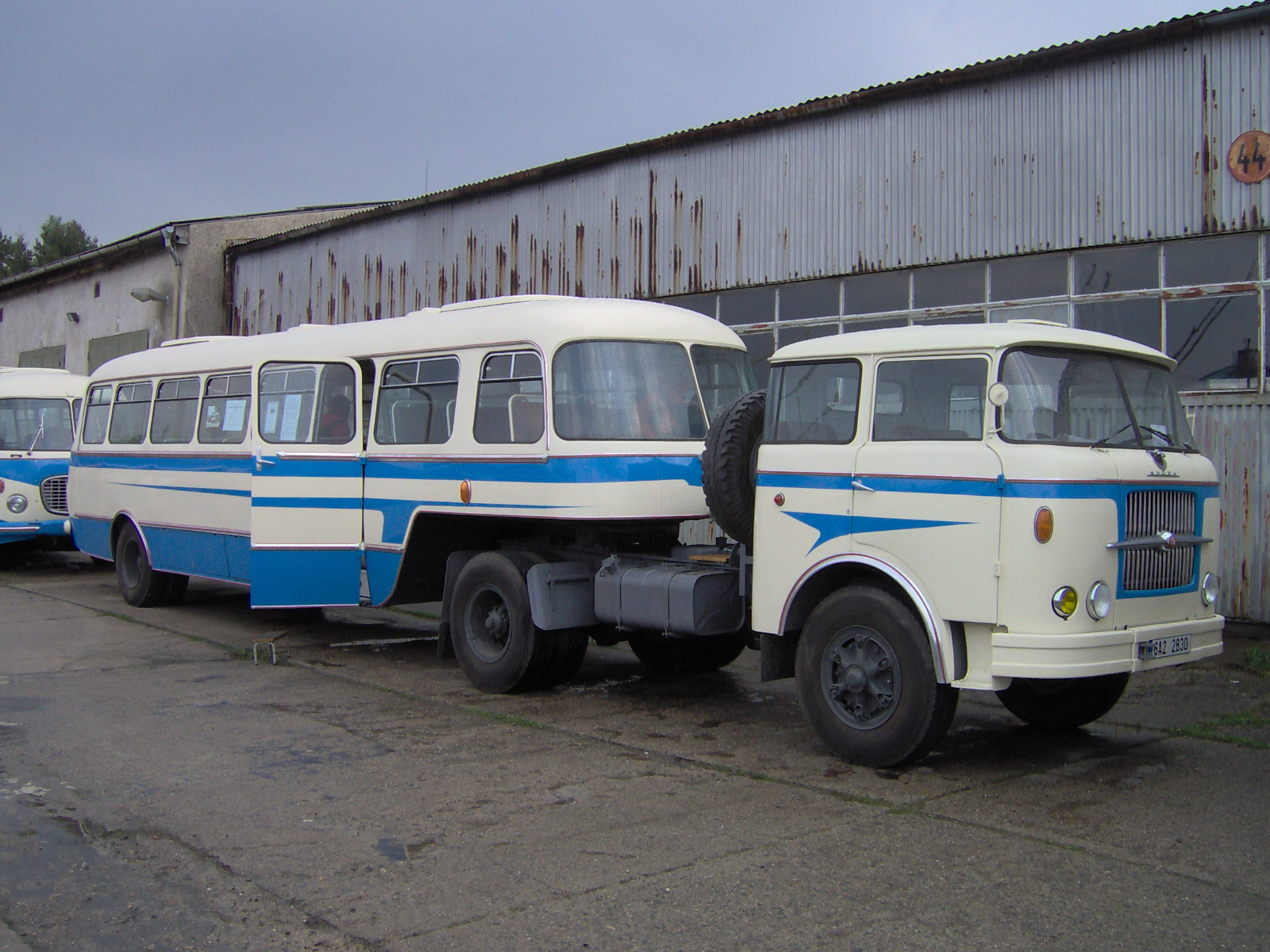
Autobusový návěs české výroby Karosa NO 80

Autobusový návěs je vozidlo pro přepravu osob, které je kombinací autobusu a návěsu. Návěs vybavený pro přepravu osob je tažen běžným návěsovým tahačem, známým z kamionové dopravy. Díky své délce mají autobusové návěsy větší kapacitu než standardní autobus a mohou být plně nízkopodlažní.

## Historická vozidla
První vozidla této konstrukce vznikla ve třicátých letech dvacátého století. Byly to například typy Büssing SS a Büssing DS. později vznikly dokonce patrové varianty. Autobusové návěsy se ale ve srovnání s autobusovými přívěsy a později kloubovými autobusy nikdy masově neprosadily.

## Autobusové návěsy v NDR

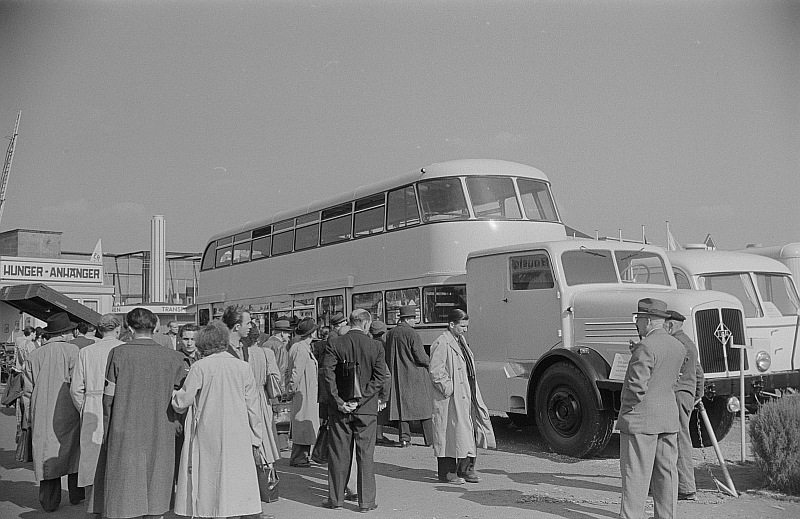
Výrobek z bývalé NDR

Závodová doprava podniku SDAG Wismut (podnik těžil uranovou rudu na saské straně Krušných hor) si opatřila na počátku padesátých let 30 ojetých autobusových návěsů z Holandska. Šlo o vozidla PT42 z roku 1946 výrobce Crossley Motors s tahači značky DAF. Na začátku šedesátých let už byla vozidla značně opotřebená. Vozidla byla v opravárenském závodě podniku Wismut renovována a jako tahače byly využity vozy IFA Z6. Soupravy byly využívány ještě v polovině šedesátých let. Renovované vozy měly 52 míst k sezení a 28 míst k stání. Některá vozidla ale dojezdila v původním uspořádání.
V bývalém východním Berlíně byla od roku 1953 v provozu návěsová souprava složená z patrového osobního návěsu a tahače IFA H6 výrobce IFA Zwickau. Tahač byl osazen 120koňovým šestiválcovým motorem typu EM 6-20. První souprava měla návěs typového označení DoS6 výrobce LOWA Werdau. V roce 1955 byla vyrobena série sedmi souprav s návěsy z vagónky v Ammendorfu. Návěsy měly kapacitu 38 míst k sezení nahoře a 26 míst dole. Délka vozidla přesahovala 15 metrů. Vozidla tak patřila v Berlíně k nejdelším patrovým vozidlům. Patrové autobusové návěsy byly nasazovány hlavně na lince 27 (S-Bahnhof Kaulsdorf – Köpenick – Müggelheim). Jedna souprava byla v roce 1959 předána ke zkouškám do Moskvy. Ostatní byly v šedesátých letech sešrotovány. V provozu se ukázalo, že motor použitého tahače je příliš slabý. Stejný návěs se v roce 1955 zkoušel také s trolejbusovým tahačem, označeným ES 6.

## Autobusové návěsy na Kubě

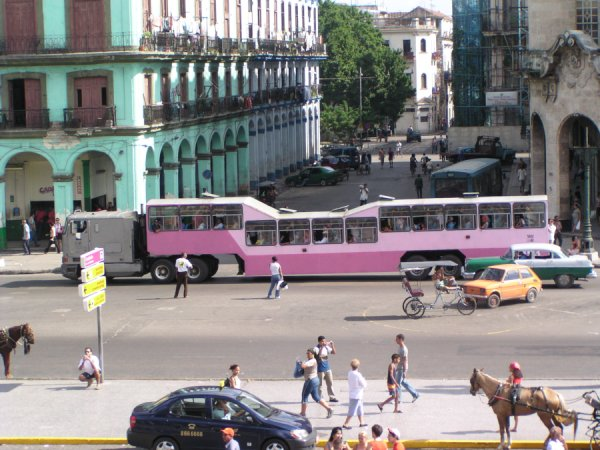
Autobusový návěs používaný v Havaně na Kubě

Prakticky do osmdesátých let dvacátého století zajišťovaly většinu autobusové dopravy v Havaně autobusy Leyland, importované z Velké Británie. Hospodářské problémy Kuby se projevily i v nedostatku vozidel pro veřejnou dopravu. Aby se obešla potřeba draze importovaných autobusů, zkonstruovali Kubánci návěsy s tahači amerických značek. Díky svému vzhledu byly návěsy přezdívány "Camello" podle španělského výrazu pro velblouda. Jméno mělo připomínat dva hrby na koncích vozidla . I když byly plánovány jako provizorium, patřily Camellos dlouhá léta k obrazu Havany. Turisté si je rádi fotografovali, ale pro obyvatele Havany byly nepříjemnou připomínkou přídělového hospodářství. Byly nepohodlné, bez klimatizace a věčně přeplněné. Oficiálně měly 58 míst k sezení, ale občas převážely 400 osob. Od roku 2005 byly nahrazovány jinými autobusy, většinou od čínského výrobce YUTONG. Poslední Camello by vyřazen v roce 2008.

## Autobusové návěsy v Jižní Africe
Mnoho autobusových návěsů používaly jihoafrické státní dráhy SAR. Výrobci byly především International a Oshkosh.

## Autobusové návěsy v Česku
Existoval jediný prototyp Karosa NO 80. Ten byl nedávno zrestaurován a účastní se veteránských akcí.